# Franjo I. Rákóczy
Franjo I. Rákóczy (Ferenc I. Rákóczy; mađ. I. Rákóczi Ferenc, slk.: František I. Rákoci, njem. Franz I. Rákóczi, rum. Francisc Rákóczi al I-lea) (Erdeljski Biograd, 24. veljače 1645. − Makovica, Slovačka, 8. srpnja 1676.), erdeljski knez. Sin je erdeljskoga (sedmogradskog, transilvanskog) kneza Jurja II. i Sofije Báthory. Već 1652. je godine izabran za očeva suvladara. Zbog osmanske okupacije nije mogao preuzeti prijestolje, pa se je u Ugarsku povukao 1660. godine. Godine 1664. stekao je grofovski naslov. Oženio je 1666. godine kći Petra Zrinskog Jelenu Zrinsku. S njom je imao troje djece, Jurja, Julijanu i Franju II. Velikim županom Šaroške županije postao je 1667. godine.
Franjo I. i supruga pridružili su se nezadovoljnom ugarskom plemstvu koje se suprotstavilo centralističkim težnjama Bečkog dvora, što je nešto kasnije dovelo i do otvorenog oružanog sukoba (1670-ih i 1680-ih), odnosno do pravog rata za ugarsku neovisnost. Ustanak je u povijesnoj znanosti poznat kao „ustanak kuruca“, odnosno u prijevodu „ustanak križara“. Ustanak Franje I. Rákóczija ne valja miješati s ustankom Franje II.
Sudionik je Zrinsko-frankopanske urote od 1669. godine. Jedan je od sudionika koji je preživio gušenje urote. Život mu je spasilo pomilovanje. Na vijest o zarobljavanju Petra Zrinskoga položio je oružje i zatražio pomilovanje od cara, koje je uspio ishoditi zahvaljujući zauzimanju svoje majke u protureformacijskom pokretu.